# 東京デザインテクノロジーセンター専門学校
東京デザインテクノロジーセンター専門学校（とうきょうデザインテクノロジーセンターせんもんがっこう）は、東京都新宿区にある私立の専門学校である。通称『TECH.C.』。旧称・早稲田電子専門学校（2005年まで）。

## 沿革
一部公式HPより抜粋
- 1984年4月：開校
- 2005年11月15日：少子化や他校との競合・4年制大学志向による学生数減少により経営が悪化したことから、東京地方裁判所に民事再生法適用を申請する。
- 2007年4月：滋慶学園の資本傘下となりグループ入りする。「東京テクノロジーコミュニケーション専門学校」（通称：TECH.C.）に校名変更する。
- 2011年4月：「東京デザインテクノロジーセンター専門学校」に校名変更する。
- 2017年4月：学校法人名を「学校法人早稲田電子学園」より「学校法人コミュニケーションアート」に変更